# Клеофонт
Клеофонт (*Kλεoφῶν; д/н — 405 до н. е.) — афінський державний діяч, демагог часів Пелопоннеської війни.

## Життєпис
Походив з деми Ахарне. Син Клеіппіда і онук Дінія. Його батько був вірним прихильником Перікла, деякий час обіймав посаду стратега. Його матір'ю була фракійка (проте можливо власне грекиня з колонії Візантій на фракійському узбережжі). Андокід зазначав, що Клеофонт був виробником і торгівцем лір. Втім здобув гарну освіту, виявив значні здібності до красномовства.
Наслідував батькові у прихильності до демократії, виявив себе запеклим ворогом олігархів. За його пропозицією було впроваджено надання громадянам з державної скарбниці 2 обола на день, що негативно оцінює Аристотель, вважаючи це розбещенням характеру афінян.
Під час Пелопоннеської війни виступив за повну перемогу Афін. Разом з Гіперболом стає одним з провідних демагогів. 417 року до н. е. здійснено спробу вигнати їх остракізмом, проте це вдалося лише стосовно Гіпербола. 411 року до н. е. після вигнання Алківідіада стає провідним демагогом і лідером демократів. В подальшому переконував афінян продовжувати війну, незважаючи на спроби почати перемовини 410 року до н. е. після битви під Кізіком. Це ж відбулося у 406 і 405 роках до н. е. після битв біля Аргінуських островів та при Егоспотамах.
Під час облоги Афін спартанським військом на чолі з Лісандром внаслідок погіршення становище населення виступила проти демократів. Олігархи скористались можливістю позбутися Клеофонта. Їхні лідери, Сатир і Хремон, висунули звинувачення Клеофонту в нехтуванні військовим обов'язком, що призвело до його арешту. Але олігархи були непевними, що Клеофонта можна було за це засудити до страти, то вони підкупили уповноваженого з публікації афінських законів Нікомаха продемонструвати «закон», що начебто дозволяв Буле, де владу захопили олігархи, контролювати судовий процес над Клеофонтом. Це використано для отримання смертного вироку для Клеофонта, якого стратили. Під час його страти в Афінах почалися заворушення проти олігархів.

## У літературі
Був об'єктом сатири комедіографів Платон в п'єсі «Клеофонт» (нині втрачена), Аристофана у «Жабах». Обидва знущалися над фракійським походженням та акцентом Клеофонта.
У «Риториці» Атистотеля наведено диспут Клеофонта і критія.